# Bonnac (Cantal)
Bonnac – miejscowość i gmina we Francji, w regionie Owernia-Rodan-Alpy, w departamencie Cantal.
Według danych na rok 1990 gminę zamieszkiwało 170 osób, a gęstość zaludnienia wynosiła 8 osób/km² (wśród 1310 gmin Owernii Bonnac plasuje się na 678. miejscu pod względem liczby ludności, natomiast pod względem powierzchni na miejscu 412.).